# Asterostomatidae
De Asterostomatidae zijn een familie van zee-egels (Echinoidea) uit de orde Spatangoida.

## Geslachten
- Asterostoma L. Agassiz, 1847 †
- Stomaporus Cotteau, 1888 †